# Nomura Mutsuhiko
Nomura Mutsuhiko (sinh 10 tháng 2 năm 1940 tại Hiroshima) là một cựu cầu thủ  và huấn luyện viên bóng đá người Nhật Bản. Ông là vua phá lưới đầu tiên của Japan Soccer League.

## Danh hiệu tập thể
- Japan Soccer League Hạng Nhất - 1 (1972)
- Japan Soccer League Cup - 1 (1976)

## Danh hiệu cá nhân
- Vua phá lưới Japan Soccer League - 1 (1965)
- Cầu thủ xuất sắc nhất Nhật Bản - 1 (1972)